# María Dolores Molina
María Dolores Molina (nascida em 2 de agosto de 1966) é uma ex-ciclista guatemalensa que competiu no ciclismo nos Jogos Olímpicos de Verão de 2004, representando a Guatemala.